# コーダ (坂本龍一のアルバム)
『コーダ』（Coda）は1983年12月10日に発売された坂本龍一のセルフカバー・アルバムのタイトルであり、本作収録楽曲。

## 解説
同年5月1日に発売され坂本自身が出演した映画「『戦場のメリークリスマス』のサウンドトラック」をピアノで演奏したもの。
元々はカセットブックとして『Avec Piano』というタイトルで発売されていたが、レコード化に際して「Japan」「Coda」の2曲が追加収録された。
「Coda」とは終結部という意味の音楽用語で、アルバムタイトルは「戦場のメリークリスマスはこれで終わりにしたい（終章）」という意味からつけられた（正確には「終章」という和訳は誤り）。

## 収録曲
全作曲（8以外）・全編曲：坂本龍一　作曲（8）：スティーブン・マッカーディ
1. Merry Christmas Mr. Lawrence（4:49）[1]
  - 20年以上経ってから本曲を聴いた坂本は「音がパリッとしている」「当時は鍵盤を強く叩いていたが、今はできない」とコメントしている[3]。
2. Batavia バタビア（0:50）[1]
3. Germination 発芽（2:09）[1]
4. A Hearty Breakfast 腹いっぱいの朝食（1:18）[1]
5. Before The War 闘いの前（1:44）[1]
6. The Seed And The Sower 種子と種を蒔く人（3:55）[1]
7. A Brief Encounter 短い出会い（2:27）[1]
8. Ride Ride Ride（1:02）[1]
9. The Fight（1:20）[1]
10. Dismissed! / Assembly 出ていけ!/集合（1:50）[1]
11. Beyond Reason 理性を超えて（1:26）[1]
12. Sowing The Seed 種を蒔く（1:31）[1]
13. Last Regrets 最後の後悔（2:05）[1]
14. The Seed（1:06）[1]
15. Japan（2:58）[1]
  - タイトルは文字通りの「日本」と、解散したイギリスのグループ「Japan」への思い入れとのダブルミーニング。坂本自身が選曲した2002年発売のベスト・アルバム『US』に収めたかったが、収録時間の関係で割愛された。
16. Coda 終章（5:32）[1]